# Роулз, Филиппа
Филиппа Кейт Роулз (англ. Philippa Kate Roles; 1 марта 1978, Нит — 22 мая 2017) — британская валлийская легкоатлетка, специалистка по метанию диска. Выступала за сборные Великобритании и Уэльса по лёгкой атлетике в период 1995—2011 годов, победительница и призёрка первенств национального значения, участница четырёх Игр Содружества и двух летних Олимпийских игр.

## Биография
Филиппа Роулз родилась 1 марта 1978 года в городе Нит округа Нит-Порт-Толбот, Уэльс. Занималась лёгкой атлетикой с раннего детства, имела успехи в разных метательных дисциплинах, в том числе в метании молота и толкании ядра, однако в конечном счёте решила сконцентрироваться на диске. В возрасте четырнадцати лет уже стала чемпионкой Уэльса и Великобритании в своей возрастной группе.
Училась в местном окружном колледже, позже присоединилась к легкоатлетическому клубу Swansea Harriers, базирующемуся в Университете в Суонси. До сих пор ей принадлежит рекорд этого клуба в метании диска, установленный ещё в 1992 году. Проходила подготовку под руководством тренера Майка Уинча, в прошлом известного толкателя ядра, серебряного призёра Игр Содружества.
Впервые заявила о себе на международной арене в сезоне 1995 года, когда вошла в состав британской национальной сборной и выступила на юниорском чемпионате Европы в Ньиредьхазе, где заняла в метании диска двенадцатое место.
Год спустя отправилась на чемпионат мира среди юниоров в Сиднее, став в той же дисциплине шестнадцатой.
В 1997 году, продолжая выступать на юниорском уровне, завоевала бронзовую медаль на европейском первенстве в Любляне.
Начиная с 1998 года состояла во взрослых легкоатлетических командах Великобритании и Уэльса, в частности выступила на Играх Содружества в Куала-Лумпуре, показав среди всех метательниц диска шестой результат.
Будучи студенткой, приняла участие в летней Универсиаде 1999 года в Пальма-де-Мальорка, где заняла итоговое пятнадцатое место. Была близка к попаданию в число призёрок на молодёжном чемпионате Европы в Гётеборге, став здесь четвёртой.
На следующей Универсиаде 2001 года в Пекине заняла в метании диска шестое место.
В 2002 году соревновалась на Играх Содружества в Манчестере и стала в итоговом протоколе четвёртой, снова остановившись в шаге от пьедестала почёта.
В июне 2003 года на соревнованиях в Лафборо метнула диск на 62,89 метра, установив тем самым свой личный рекорд  и попав в двадцатку рейтинга сильнейших спортсменок в данной дисциплине (этот результат является четвёртым лучшим среди всех британских метательниц).
Благодаря череде удачных выступлений Роулз удостоилась права защищать честь страны на летних Олимпийских играх 2004 года в Афинах — с результатом 58,83 не смогла квалифицироваться на предварительном групповом этапе и расположилась в итоговом протоколе соревнований на восемнадцатой строке.
В 2006 году побывала на Играх Содружества в Мельбурне, где заняла на этот раз шестое место.
Находясь в числе лидеров британской легкоатлетической команды, благополучно прошла отбор на Олимпийские игры 2008 года в Пекине — снова в финал не попала, заняв с результатом 57,44 итоговое 27 место.
Последний раз показала сколько-нибудь значимый результат на международной арене в сезоне 2010 года, когда стала шестой на Играх Содружества в Дели. Впоследствии оставалась действующей спортсменкой вплоть до 2011 года, в частности в заключительном сезоне в седьмой раз завоевала титул чемпионки Уэльса в метании диска.
Завершив карьеру профессиональной спортсменки, работала в компании Southern машинисткой поезда Лондонского метрополитена.
Умерла 22 мая 2017 года в возрасте 39 лет.